# Olbracht Lipnicki
Olbracht (Wojciech) Lipnicki herbu Hołobok (ur. ok. 1577 w Lipniku, zm. 4 czerwca 1657 w Bieczu) – ksiądz katolicki, sekretarz królewski, prepozyt sandomierski, scholastyk sandomierski w 1622 roku, scholastyk poznański w 1631 roku, kanonik gnieźnieński, kanonik krakowski od 1633 roku, administrator żup solnych w Wieliczce, biskup pomocniczy krakowski w latach 1645–1657.

## Życiorys
Pochodził ze średniozamożnej rodziny szlacheckiej herbu Hołobok. Był synem Jana Lipnickiego i Katarzyny Jakubowskiej oraz bratem Stanisława Lipnickiego, kronikarza z czasów króla Zygmunta III Wazy. Uczestniczył wraz z wojskami hetmana Stanisława Żółkiewskiego w wyprawie na Moskwę. Swoją aktywność wojskową szybko zamienił jednak na karierę duchowną. W 1615 był sekretarzem królewskim i kanonikiem kujawskim. W 1622 został kanonikiem gnieźnieńskim. W 1626 mianowany żupnikiem wielickim. Za jego rządów wydatnie zwiększył dochody pochodzące z żup oraz dbał o los górników pracujących w kopalniach. Od 1633 związany z diecezją krakowską, kiedy to mianowany został kanonikiem katedralnym krakowskim. Był bliskim współpracownikiem biskupa Jakuba Zadzika, a po jego śmierci w 1642 administrował sede vacante diecezją krakowską. W tym samym roku w imieniu biskupa Piotra Gembickiego odbył uroczysty ingres do katedry wawelskiej. Często też reprezentował biskupa podczas jego nieobecności w diecezji. Mianowany biskupem pomocniczym w 1645, prowizję Stolicy Apostolskiej oraz nominację na stolicę tytularną Laodycei we Frygii otrzymał 5 lutego 1646. W okresie swojego urzędowania konsekrował kilkanaście kościołów i kaplic, między innymi w Dziekanowicach (1649) – współcześnie Sanktuarium Macierzyństwa NMP, Lanckoronie (1649), Okulicach (1647) – współcześnie Sanktuarium Matki Bożej Okulickiej i Krakowie (1647) – kościół pw. św. Kazimierza (oo. Reformaci). Uchodził za człowieka dobrze wykształconego, znawcę prawa. W czasie Potopu Szwedzkiego, dla obrony przed najeźdźcą, wsparł skarb Rzeczypospolitej swoim majątkiem. Zmarł 4 czerwca 1657 w Bieczu, gdzie znalazł schronienie w czasie Potopu. Został pochowany w tamtejszym kościele.